# Distretto di Drochia
Il distretto di Drochia è uno dei 32 distretti della Moldavia, il capoluogo è la città di Drochia.

## Società

### Evoluzione demografica
In base ai dati del censimento, la popolazione è così divisa dal punto di vista etnico:
| Etnia       | Abitanti | %     |
| ----------- | -------- | ----- |
| Moldavi     | 74.369   | 85,39 |
| Ucraini     | 9.849    | 11,31 |
| Russi       | 1.641    | 1,88  |
| Gagauzi     | 44       | 0,05  |
| Bulgari     | 33       | 0,04  |
| Rumeni      | 675      | 0,78  |
| Altre etnie | 471      | 0,54  |

## Geografia antropica

### Suddivisioni amministrative
Il distretto è formato da 1 città e 27 comuni

#### Città
- Drochia

#### Comuni
1. Antoneuca
2. Baroncea
3. Chetrosu
4. Cotova
5. Dominteni
6. Drochia
7. Fîntînița
8. Gribova
9. Hăsnășenii Mari
10. Hăsnășenii Noi
11. Maramonovca
12. Miciurin
13. Mîndîc
14. Moara de Piatră
15. Nicoreni
16. Ochiul Alb
17. Palanca
18. Pelinia
19. Pervomaiscoe
20. Petreni
21. Popeștii de Jos
22. Popeștii de Sus
23. Sofia
24. Șalvirii Vechi
25. Șuri
26. Țarigrad
27. Zgurița